# فارس مومبانیا
فارس مومبانیا (انگلیسی: Faris Moumbagna؛ زادهٔ ۱ ژوئیهٔ ۲۰۰۰) بازیکن فوتبال اهل کامرون است.
از باشگاه‌هایی که در آن بازی کرده است می‌توان به باشگاه فوتبال بوده/گلیمت و باشگاه فوتبال سوندریوسکه اشاره کرد.
وی همچنین در تیم‌های ملی فوتبال زیر ۱۷ سال  و بزرگسالان کامرون بازی کرده است.